# Sjeverni laponski jezik
Sjeverni laponski jezik (ISO 639-3: sme), najgovoreniji laponski jezik kojim govori oko 15 000 ljudi u Norveškoj (Krauss, 1995.) u okruzima Finnmarku, Tromsu, Nordlandu i Ofotenu; 1 700 u Finskoj (popis iz 2001.), općine Utsjoki, Enontekiö i Sodankylä; i 4 000 u Švedskoj (Krauss, 1995.): Karesuando i Jukkasjärvi.
Na svom vlastitom jeziku nazivaju ga davvisámegiella. Ima tri dijalekta: ruija, torne i morski laponski, od kojih dijalektom ruija govori 2/3 svih Laponaca.

## Vanjske poveznice
- Ethnologue (14th)
- Ethnologue (15th)